# 夏威夷鬍康吉鰻
威夷鬍康吉鰻（學名：Conger marginatus），是輻鰭魚綱鰻形目康吉鳗科康吉鳗属的其中一種，分布於中西太平洋夏威夷群島和強斯頓環礁海域，本魚身體延長，尾部側扁漸細，後鼻孔靠近眼眶邊緣，背鰭起點位於胸鰭基半部上方，鉗口側面有一排圓錐形齒，前後壓緊，排列緊密，形成剪切刃，體色呈棕灰色，上唇和眼睛之間有一條黑色帶，中鰭具有明顯的黑邊，胸鰭通常有大片黑色區域，體長可達137公分，棲息在岩礁及珊瑚礁洞穴，為底棲性魚類，生活習性不明。